# Palov József
Dr. Palov József (Istvánvölgy, Jugoszláv Királyság, 1920. február 19. – Szarvas, 1998. május 14.) magyar botanikus, tanár, a szarvasi Tessedik Sámuel Múzeum alapítója.

## Életpályája
Versectől északnyugatra fekvő Istvánvölgy nevű bánáti (ma Jugoszlávia) községben született, az apa itt volt tanító. Itt végezte iskoláit is, majd három évet hallgatott a belgrádi egyetemen. Az agrármérnöki majd a gazdasági tanári oklevelét már Budapesten szerezte – jugoszláv állampolgárként.
1944-től élt Szarvason. Először a mezőgazdasági technikumban, majd 1945-59-ig, az intézmény megszűnéséig a tanítónőképzőben tanított. Ezt követően a gimnázium tanára lett. 1963-tól a Felsőfokú Mezőgazdasági Technikumba került. Ebben az intézményben – és jogutódjaiban – tanított nyugdíjba vonulásáig, 1980-ig. Itt szerezte meg az egyetemi doktori majd a kandidátusi tudományos fokozatot.
Élete nagy művét, a múzeumot mellette alkotta meg. Az ötvenes években, tanítónőképző intézeti tanárként kezdte tanártársaival gyűjteni a Szarvas környéki néprajzi anyagot.
Egy Csepel motorkerékpárral, hátamra kötve hordtam kezdetben a gyűjtött anyagot
 - emlékezett a kezdetekre a Szarvasi Krónika, 1994/8 számában vele készült interjúban.
1951-től hivatalosan is múzeummá minősített gyűjteményt először szekrényekben, később különböző épületekben, helyiségekben tárolta. Az általa alapított intézmény 1952-ben vette fel a Tessedik Sámuel Múzeum nevet.
1973-ban költözött a múzeum a mai helyére, a Tessedik-iskola akkor leromlott épületébe. Ő mentette meg a lebontástól Szarvas egyik legrégibb, 1788-ban épült műemlékét, majd azt az ő szívós munkájának eredményeként újították fel. Ugyancsak neki köszönhető, hogy a Szárazmalom szigorúan védett műemléképülete megmenekült az enyészettől.
1980-tól főhivatása lett a múzeumi munka, 1993-ig irányította igazgatóként.
Felesége: Palov Józsefné tanítónő, lányai: dr. Palov Katalin és Szentmiklósi Sára, unokái: Sebestyén Katalin és Szentmiklósi Ágnes.
Szarvason hunyt el 78 évesen, 1998. májusában, 1998. május 19-én kísérték utolsó útjára családja, tanítványai, volt munkatársai és tisztelői.

## Munkássága
Ő alapította meg a szarvasi Tessedik Sámuel Múzeumot. A város néprajzi és régészeti anyagának gyűjtője volt. Gyűjtő, szervező és irányító munkája mellett jelentősek publikációi is. Rendszeresen jelentek meg szakmai írásai a már megszűnt Békési Életben és a Tájolóban, különböző országos szaklapokban, a Szarvasi Krónikában és a Szarvas és Vidékében. 
Az általa szerkesztett helytörténeti kiadványok ma már nélkülözhetetlen kézikönyvei a szarvasi helytörténészeknek.
1980-ban elsőnek kapta meg a Szarvas Városért kitüntetést.

## Főbb munkái
- Adatok a Békés megyei zöldségöntözések fejlődéstörténetéhez (1890–1944) (Békési Élet, 1971)
- Képek Szarvas múltjából, 1972, 1992
- A szarvasi szárazmalom, 1973, 1976
- Tessedik városa hajdan és ma, 1979
- A Körös-Sárréti útikalauz Túrák Szarvason és környékén című fejezete, 1984
- Az öntözések múltja a Dél-Tiszántúlon. (A Békés Megyei Múzeumok Közleményei 8, 1985)
- Szarvas első artézi kútja (Szarvasi Krónika 3. szám, Szarvas, 1989)
- Adatok gr. Bolza Pál életéről... (Szarvasi Krónika 6/1992. szám)

- Ő fordította le németből Tessedik Sámuel: A Tiszavidék szikes talajainak műveléséről és hasznosításáról című munkáját (1988)